# Napfény InterCity
A Napfény InterCity egy Budapest-Nyugati és Szeged között óránként közlekedő Hibrid-IC vasúti járat.

## Történet
1976. május 30-án indult el az első járat Budapest és Szeged között expresszvonatként. Ekkor a vonat csak Cegléd, Kecskemét és Kiskunfélegyháza állomásokon állt meg. 1994-től InterCityként közlekedik, a későbbi időkben pedig Kőbánya-Kispesten is megáll.
2022. október 1-jétől az InterCity név egységesítése miatt a vonat óránként közlekedik, illetve ismét megjelent a bisztrószakasz.
2023. augusztus 28-ától 1 új InterCity járat indul a reggeli S20-as személyvonat vonatok helyett. Ezzek a S20-as vonat megállási rendje szerint közlekednek.
2025-ös nyári menetrendben a vonat 2 óránként közlekedik. Másik órában az Alföld Expressz közlekedik.

## Útvonal
A vonat Budapest-Nyugati pályaudvarról indul Cegléd, Kecskemét és Kiskunfélegyháza érintésével közlekedik.

## Megállóhelyei
| Megállóhelyek       |
| ------------------- |
| 1. Budapest-Nyugati |
| 2. Zugló            |
| 3. Kőbánya-Kispest  |
| 4. Ferihegy         |
| 5. Cegléd           |
| 6. Nagykőrös        |
| 7. Kecskemét        |
| 8. Kiskunfélegyháza |
| 9. Kistelek         |
| 10. Szatymaz        |
| 11. Szeged          |

Reggel 1 Szeged felé és 1 Budapest felé több helyen áll meg.:
- IC 720 (Szeged felé): Monor,Pilis,Albertirsa,Nyársapát,Katonatelep,Városföld és Kunszállás
- IC 719 (Budapest felé): Petőfiszállás,Selymes,Városföld,Monorierdő és Üllő

## Vonatösszeállítás
Vonatösszeállítás 2023. december 10-étől:
| Kocsiszám                                      | Típus                          |
| ---------------------------------------------- | ------------------------------ |
|                                                | MÁV V43 villanymozdony         |
|                                                | MÁV 480 villanymozdony         |
|                                                | START Bd (csak szükség esetén) |
|                                                | START Bd                       |
| 34                                             | START Bd                       |
| 33                                             | START Bd                       |
| 32                                             | START Bd                       |
| 31                                             | START Bd                       |
| 22                                             | START Bpee                     |
| 21                                             | START Bphee                    |
| 19                                             | START ARmz                     |
| 18                                             | START Apee (csak vasárnap)     |
| Budapest felé fordított sorrendben közlekedik. |                                |